# (20329) Manfro
(20329) Manfro (1998 HQ43) – planetoida z pasa głównego asteroid okrążająca Słońce w ciągu 3,69 lat w średniej odległości 2,39 j.a. Odkryta 20 kwietnia 1998 roku.